# تل رأس بدران
تل رأس بدران هو موقع مصري قديم بُني عليه حصن قديم. يقع الموقع في جنوب شبه جزيرة سيناء ويبعد 150 متراً عن شاطئ خليج السويس.

## تاريخ
سهل المرخا هي منطقة ساحلية رئيسية كانت بمثابة نقطة ارتكاز للبعثات المصرية إلى منطقة تعدين النحاس والفيروز في جنوب سيناء. قامت بعثة جامعة تورنتو بالتحقيق في تل في رأس بدران واكتشفت هيكلًا حجريًا دائريًا من أواخر المملكة المصرية القديمة. وهي واحدة من ثلاث حصون مصرية تم تحديدها بين عصر الأسر المصرية المبكرة والمملكة المصرية القديمة، إضافة إلى الموقعين في جنوب سيناء، مما يؤكد أهمية جنوب سيناء لبعثات التعدين المصرية في هذه الفترة.
يعود تاريخ الحصن إلى الأسرة المصرية الرابعة خلال القرن السادس والعشرين قبل الميلاد. كان معاصرًا لميناء وادي الجرف الذي يقع على الجانب الأيمن من خليج السويس، لذلك يقترح البعض أن القلعة كانت مرتبطة بالميناء، حيث كان الميناء مقراً لبعض حملات التعدين في سيناء.

## تخطيط
الحصن دائري الشكل. يبلغ قطره الداخلي حوالي 30 مترًا، ويبلغ سمك جداره في المتوسط 5 أمتار، مما يجعل إجمالي قطره 40 مترًا. يعد الحصن من أقدم الحصون التي كانت لها ساحات وقلاع.
يعكس بناؤها واحتلالها وتدميرها في نهاية المطاف وهجرها السجلات المعاصرة في أواخر عصر الدولة القديمة للحملات المصرية ضد الآسيويين ومذبحة البدو في رحلة استكشافية مصرية إلى شواطئ البحر الأحمر.
كشفت عمليات التنقيب عن الرمال على طول جدران معظم المبنى عن هيكل مبني من كتل صغيرة من الحجر الجيري الخام.
يتميز الجانب الغربي من الحصن بوجود حصن عرضه أربعة أمتار بجوار ممر مدخل مسدود. يصل ارتفاع المعقل إلى 2.80 مترًا بالقرب من البوابة ويمتد أحد عشر مترًا إلى الغرب، مما يوفر غطاءًا دفاعيًا ضد الجناح الأيمن المكشوف للمهاجمين المحتملين.
هناك عدة قنوات ضحلة على بعد خمسة أمتار شرق المدخل. تحتوي هذه القنوات على بقايا جذور رفيعة، ربما بسبب نمو الشجيرات الصغيرة في الفناء قبل التخلي عن الحصن.
لم يكشف النصف الغربي من الفناء عن أي هياكل داخلية، بل كشف عن سلسلة من الحفر الضحلة، وثلاثة ثقوب أسطوانية عميقة، وثقب رابع محتمل، ومجموعة من القنوات الضحلة المتعرجة. تقع العديد من الحفر الضحلة ذات الحجم العادي في الرمال مقابل الجدار الشمالي للفناء وقد تمثل البصمات المتعددة التي خلفتها أواني التخزين المستديرة. تمتد الثقوب اللاحقة بشكل موازي للوجه الداخلي للجدار الغربي، مما يشير إلى احتمال وجود مظلة تغطي جزءًا من الفناء المفتوح.
أسفر الجانب الشمالي من الفناء عن بضع قطع من الطين الخام والفخار غير المحروق، مما يوحي بصناعة الفخار في الموقع أو بالقرب منه.